# روحانی‌گرایی در ایران

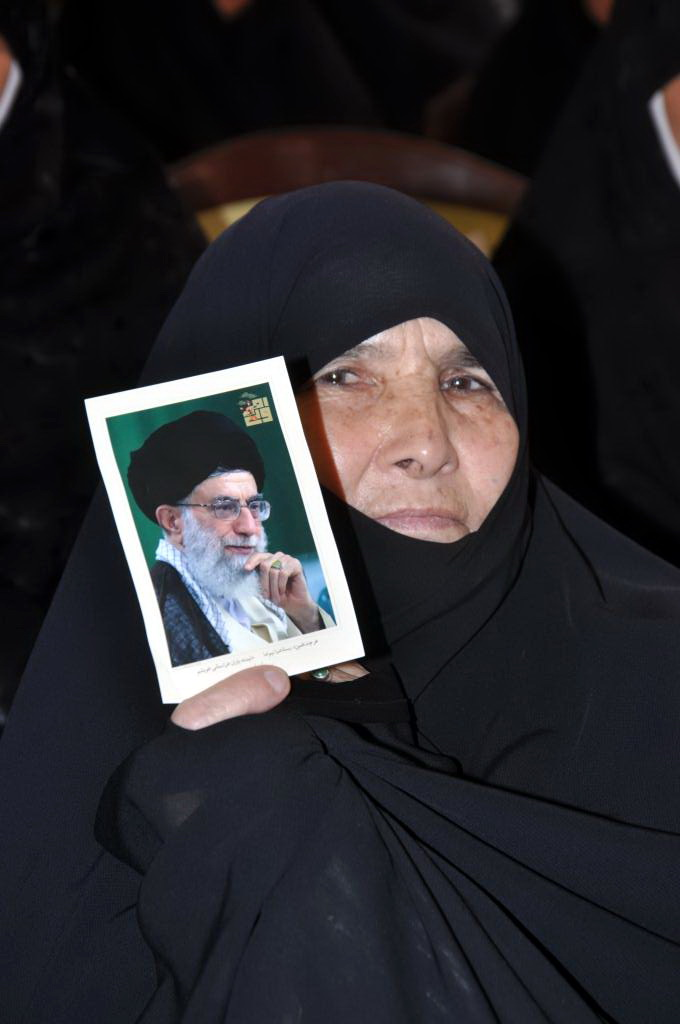
از زنان طرفدار سید علی خامنه‌ای

روحانی‌گرایی در ایران (آخوندگرایی، دین‌یارگرایی یا روحانیت در ایران) اشاره دارد به استفاده از یک دین‌یار یا متخصص دین، در اموری فراگیر همانند امور اجتماعی، امور سیاسی و فرهنگی در کشور ایران.
از دوران صفوی، روحانیت به شکل یک طبقه اجتماعی وارد جامعه ایران شد و این کشور به شکلی جدی از دوران قاجاریان به روحانی‌گرایی روی آورد.

## پیشینه

### دوران صفویه
تشیع در دوران صفویه در ایران رسمی شد که دارای تعامل با این حکومت بودند که حتی بر زندگی مردم نیز تأثیر داشت. با دعوت دولت صفویه از علمای شیعه در جبل عامل، تعداد زیادی از علما و در رأس آنان محقق کرکی، مؤلّف کتاب گران‌سنگ جامع المقاصد، در جهت تقویت روح تشیّع و تثبیت و نشر آن به ایران هجرت کردند. در این دوران، فقه شیعه به تدریج، به فقهی حاکم تبدیل شد. تمدّن ایرانی ـ اسلامی، رشد و گسترش مدارس علمی، و تربیت فقها، فلاسفه و متکلّمان از دستاوردهای عظیم اقدام واقع بینانه علما و فقهای آن دوره است، به‌خصوص از بعد فقهی و بالاخص از زاویه فقه سیاسی، که فقه شیعه در این دوره، رشد قابل توجه پیدا کرد. در دوره صفویه به دلیل جایگاه والای تشیع در کسب مشروعیت شاهان روحانیت از نفوذ قابل توجهی برخوردار بود و برخی روحانیون علیرغم نداشتن مناصب رسمی در حکومت نفوذ فراوانی داشتند و پادشاهان همواره درصدد جلب حمایت آن‌ها بودند. چنین کنش‌هایی را می‌توان از متن سفرنامه‌های آن دوران دریافت. آغاز و شاکله اصلی روحانیت و آخوند در ایران را می‌توان در دوران صفویه جستجو کرد که تبدیل به یک نهاد در ایران شد و مرجعیت تقلید پدیدار گشت. این تعامل سبب شد تا جایگاه روحانیت در کشور وارد ابعاد گوناگون حقوقی، فرهنگی، اجتماعی و سیاسی شود.

### دوران قاجار
پس از گذر از دوران صفویه، روحانیت در دوران قاجار دچار فراز و نشیب‌های فراوانی شد و اگرچه جایگاهی مانند دوران صفویه نداشتند ولی در برهه‌ها مهم و حساس تأثیر در جامعه و حکومت اثرگذار بودند. چند نمونه از رخدادهای مهم این دوران در زیر اشاره شده است:
- ترور ناصرالدین شاه به دست میرزا رضای کرمانی، از مریدان سید جمال‌الدین اسدآبادی و به فرمان وی.[۸]
- برکناری امین السلطان از صدارت مظفرالدین شاه با مخالفت و مبارزهٔ سیدعبدالله بهبهانی و شیخ فضل‌الله نوری.[۹]
- تخریب ساختمان بانک استقراضی روس در بازار تهران (که در زمین وقفی ساخته شده بود) به فرماندهی محمد واعظ.[۹]
- مهاجرت و تحصن علما در زاویه حضرت عبدالعظیم که در تاریخ مشروطه به «هجرت صغری» معروف است.[۱۰]
- تظاهرات سال ۱۳۲۴ که موجب تقابل جدی دولت عین‌الدوله با مردم شد و به جمعه خونین معروف است.[۱۱]
- مهاجرت سه هزار نفر از روحانیون که به «هجرت کبری» معروف شده و منجر به صدور فرمان مشروطیت توسط مظفرالدین شاه و مشروطیت اول شد.[۱۰]

پس از پدیداری جنبش مشروطه ایران بود که در پی آن، قانون اساسی مشروطه (در ۱۹۰۶ م) بر ایران، حاکم شد. با همین جریان، جایگاه مشروطه استوار شد و اثر آن، ایران را فرا گرفت. این قانون اساسی، چارچوبی برای قانون‌گذاری سکولار، دستورالعمل تازهٔ قضایی و مطبوعات آزاد فراهم ساخت. با اینها، قدرت دربار و مراجع دینی ایران کاهش یافت و اختیارات بیشتری را به مجلس داد که موضعی محکم در برابر دست‌درازی‌های اروپایی به ایران گرفت.

### پادشاهی پهلوی

#### دوران رضاشاه
با روی کار آمدن رضاشاه و آغاز پادشاهی پهلوی، قیام‌های مذهبی در ایران، برای مدتی طولانی دچار وقفه شدند. مهم‌ترین رویداد سیاسی-مذهبی از سوی مذهبیان، در این دوره، قیام مسجد گوهرشاد بود که به فرمان سید عبدالله شیرازی در اعتراض به تغییرات در پوشاک ایرانیان (که بیشتر در جهت مدرن‌سازی و غربی بودند) در تابستان ۱۳۱۴ رخ داد. این قیام با خشونت قوای دولتی و به توپ بستن مسجد پایان گرفت.
نهاد روحانیت در ایران با پدیداری پادشاهی رضاشاه کم‌کم دریافت که نمی‌تواند همانند دوران قاجاریان در کارهای کشورداری نیز ورود و مشارکت داشته باشد. رضاشاه روحانیان کشورش را در حد کارهای سنتی خودشان یعنی تربیت مذهبی، روضه‌خوانی و رسیدگی به شرع محدود کرد و از نگاه او، نهاد روحانیت آخوند و ملا تربیت می‌کرده و به «خرافه پرستی» مردمان دامن می‌زده است. اما چنین نگاهی از سوی رضاشاه، مخالف‌هایی میان گروهی از طلاب داشته است و آنان امید داشتند که با فعال شدن دوبارهٔ حوزه علمیه قم با مدیریت عبدالکریم حائری‌یزدی، مجتهد و مرجع شیعه نجف که به قم رفته بود، بار دیگر روحانیت ایران جایگاهی به دست آورد. هرچند که با وجود این انتظارها در آن دوره، حائری‌یزدی از دخالت کردن در سیاست و سرشاخ شدن با برنامه‌های نوگرایانهٔ رضاشاه پرهیز کرد. او در مواردی حتی از اعتراض روحانیان ایرانی به اقدامات رضاشاه، پیشگیری کرده است. به صورت کلی، روحانیت در دوران پهلوی اول، «حاشیه نشین» بوده است.
در دوران پادشاهی رضاشاه، بازساخت آموزشی و قضایی ایران، انجام شد که اساس یک دولت مدرن ایرانی را بنا نهاد و از نفوذ طبقات مذهبی، کاست. طیف گسترده‌ای از امور حقوقی که پیش‌تر در کنترل دین بود، دیگر یا توسط دادگاه‌های سکولار اداره می‌شد یا توسط بوروکراسی‌های دولتی نظارت می‌شد که در نتیجه، وضع زنان کشور بهبود یافت. سنت حجاب زنان منع شد، حداقل سن ازدواج افزایش یافت و قوانین سختگیرانهٔ مذهبی طلاق، منصفانه‌تر شدند. شاه جدید همچنین شمار و دسترسی‌پذیری آموزشگاه‌های سکولار را برای هم پسران هم دختران، افزایش داد و دانشگاه‌های بزرگی چون دانشگاه تهران ساخته شد تا یکی دیگر از انحصارهای روحانیت ایران، این بار در آموزش، از بین برود. در همین حال، در دوران وی، مطبوعات نیز در خفقان بودند. وی بهداشت در ایران را نیز سامان داد و در دورانش، بیمارستان‌هایی در تهران و استان‌های ایران، ساخته و تجهیز شدند. ساخت نخستین زیرساخت‌های همگانی مدرن ایران همچون نیروگاه، کارخانه‌های نوین، سیستم ترابری جدید، سیستم ارتباطات انسانی، نهادهای مالی و ادارات نیز در همین دوره انجام شد. فناوری نیز در بسیاری از عرصه‌ها، حتی کشاورزی، دخیل گشت.
در بخش آموزشی، پیش از روی کار آمدن رضاشاه، سوادآموزی در ایران، در جاهایی با نام مکتب‌خانه در مسجدها یا خانه‌های شخصی انجام می‌شده است. آموزگاران نیز ملا، روحانی و ملاباجی بودند و خود اینها نیز تنها سواد خواندن و نوشتن داشته‌اند. در تهران و شهرهای بزرگ نیز، آموزشگاه‌های حرفه‌ای انگشت‌شمار بودند و آموزش‌های ارائه شده نیز در موضوعات محدودی بودند. با آغاز پادشاهی رضاشاه، مکتب‌خانه‌ها همگی بسته شدند و برای نخستین‌بار، مدرسه‌های منظم و رایگان زیادی در سراسر ایران، پدیدار شد. سیستم آموزشی این آموزشگاه‌های نوین، بر پایهٔ کشورهای اروپایی بود و دارای کتاب‌های درسی بودند. نخستین دانشگاه‌ها و دانش‌سراهای مدرن ایرانی پدیدار شدند و ساختمان‌های تازه‌ای چون دانشسرای عالی، هنرستان‌های فنی و حرفه‌ای، هنرستان‌های صنعتی و دانشگاه تهران در شهرها پدید آمدند. مربیان و استادهای خارجی جهت بهبود سطح دانش استخدام شدند و دانشجویانی هم به خارج از کشور اعزام شدند. کم‌کم شمار ایرانیان باسواد، گسترش یافت و این تنها به شهرها محدود نمی‌شد. در بیشتر دهات‌ها نیز دبستان دایر شد و سازمان‌های پیشاهنگی، تربیت بدنی و ورزشی ایرانی پدیدار شدند.
به نوشتهٔ هلن کارر دانکوس، رضاشاه به کشورش یک نظام عقیدتی و روش فکری ملی را ارائه داد؛ کسی که کوشید ایرانی مستقل و توانا را بنیان‌گذاری کند و این کشور را با سنت‌های تاریخی خودش، آشتی دهد. سفر وی به ترکیه و مشاهداتی که در آنجا داشت، باعث شد بپندارد که نیاز است موانع پیشرفت را با سرعت بیشتری از پیش رو بردارد و به اقدامات خود، سرعت بخشد؛ حتی اگر به قیمت سختگیری‌های بیشتری باشد. نخستین تصمیم وی، چادربرداری (نامی برای تغییرات در پوشاک) و در پیامد آن، یک رویارویی خشونت‌آمیز با روحانیان بود. پس از این رویارویی، وی هرگز نقشی حتی تشریفاتی، برای روحانیت در ادارهٔ کشور، قائل نشد. در مسلمان بودن وی، تردیدی نبوده است اما وی رسوم مذهبی را رعایت نمی‌کرد و در مواردی با روحانیت ایران، با خشونت برخورد کرد.
منابع دوران جمهوری اسلامی از مواردی چون تلاش رضاشاه برای جداسازی دین از سیاست و فشار وی بر آخوندها و حوزه‌های علمیهٔ ایران جهت پیشگیری از دخالت‌های آنان در سیاست کشور، سرکوب اعتراض‌هایی که به رویکرد «ضداسلامی» وی بودند و برنامه‌های کلان وی برای توسعه و مدرنیزه‌سازی ایران، گفته‌اند. همچنین سریال‌های صدا و سیمای جمهوری اسلامی، تصویری فاسد از وی ارائه شده است؛ برای نمونه، کسی معتاد، کسی خائن که همواره زورگویی می‌کند، کسی که فریاد می‌زند و کسی که قمار و قمه‌کشی می‌کند. اینها و مطالبی مشابه آن، فهرست رویکرد رضاشاه است که در تاریخ رسمی حکومتی جمهوری اسلامی، به دانش‌آموزان و دانشجویان آموزش داده شده است. با این حال، در مواردی گزارش شده است که تردیدهایی در این دانشجویان نسبت به روایت حکومتی جمهوری اسلامی از وی، جوانه‌زنی کرده است. به گزارش تسنیم، «امام خمینی سیاست‌های ضد روحانیت رضاشاه را در راستای منافع کشورهای غربی می‌دید». این رسانه همچنین اعلام داشته است که «روی کار آمدن رضاشاه را می‌توان آغاز سرکوب اندیشه‌های دینی و سنتی در جامعه ایرانی دانست. در این دوره، شاهد کاهش نفوذ روحانیت و محدودشدن فعالیت آنان در امور سیاسی، حقوقی، اجتماعی و اقتصادی هستیم».
روحانی، صادق خلخالی، در سال ۱۳۵۸ پس از انقلاب اسلامی ایران، در یک گفتگو با رسانهٔ امید ایران، در اشاره به پیش از انقلاب گفت:
«وقتی جنازه رضاخان را می‌آوردند ما بنزین تهیه کردیم که جنازه را آتش بزنیم ولی متأسفانه نشد».

صادق خلخالی، نخستین حاکم شرعی دادگاه‌های انقلاب در ایرانِ جمهوری اسلامی، که احکام اعدام جنجالی فراوانی را نیز برای خدمت‌گذاران حکومت پادشاهی صادر کرد، در خاطراتش، از خراب کردن آرامگاه رضاشاه در اردیبهشت ۱۳۵۹ گفته است: 
«ما به دفتر امام خمینی رفتیم و طبق معمول از هر دری سخن به میان می‌آمد و گفته شد زمان آن فرا رسیده است که مقبره پهلوی خراب شود. ما می‌خواستیم به او و یارانش نشان دهیم که دیگر در ایران هیچ ریشه و پایه و خانه‌ای ندارد».
بر پایه بخشی از همین روایت، امکانات را عباس دوزدوزانی، سرپرست وقت سپاه انقلاب اسلامی در اختیار آنان قرار داده بود و به همراهی وی، عازم آرامگاه رضاشاه شد. در شب نخست عملیات خراب‌سازی آرامگاه، احمد خمینی، فرزند رهبر انقلاب اسلامی ایران، خمینی، به آرامگاه شاه آمد و خلخالی این سر زدن را، به عنوان نشانی از موافقت رهبر جمهوری اسلامی دانست. کار تخریب آرامگاه، نزدیک ۲۰ روز ادامه یافت و از دینامیت و جرثقیل هم در این کار، بهره‌برداری شد. این کار با استعلام از شخص خمینی انجام شد.

#### دوران محمدرضا پهلوی

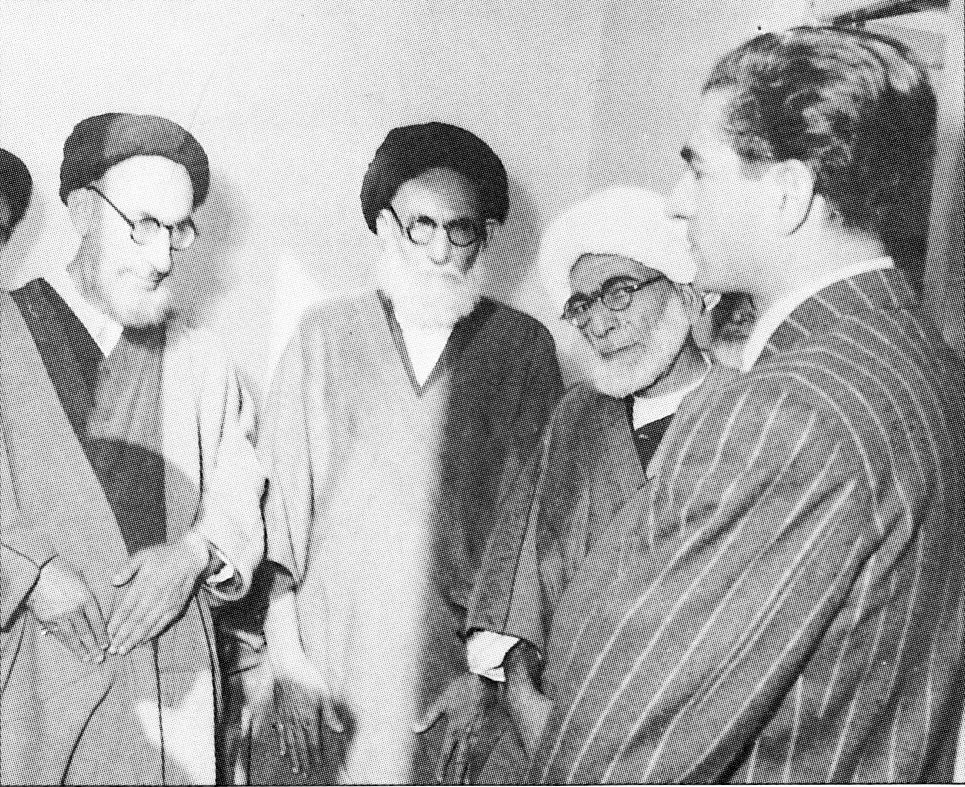
دیدار محمدرضا پهلوی و روحانی‌های اصفهان و شیراز، سال ۱۹۴۴

محمدرضا پهلوی برخلاف رضاشاه، انحصارهای روحانیت را حذف نکرد؛ به شکلی دقیق‌تر، پس از رخداد مسجد گوهرشاد، تا سال ۱۳۲۸ عملاً مذهب نقش بسیاری در سیاست ایران نداشته است. در آبان‌ماه این سال، عبدالحسین هژیر، وزیر دربار محمدرضا پهلوی در مسجد سپهسالار کشته شد. این قتل توسط یکی از اعضای جمعیت فدائیان اسلام انجام شد. در بهمن ماه سال بعد، میتینگ بزرگی در مسجد شاه تهران و در حمایت از ملی شدن صنعت نفت برگزار شد. تنها چهل روز بعد سپهبد رزم‌آرا در همین مسجد (بازهم توسط فدائیان) کشته شد. این واقعه به ملی شدن صنعت نفت در ایران منتهی شد.
خمینی، بنیان‌گذار نظام جمهوری اسلامی ایران، در میانه‌های حکومت محمدرضا پهلوی در مورد روحانیانی که به گفته او «فاسد» بودند و به جای «مخالفت» با برنامه‌ها و اقدامات او، با او همراهی و برایش دعا می‌کنند عبارت آخوند درباری را به کار می‌برد. به ادعای پژوهشکده تاریخ معاصر در ایران، غلامحسین دانشی، روحانی و نماینده آبادان در مجلس شورای ملی، یکی از روحانیون مدافع برنامه‌ها و اقدامات محمدرضا پهلوی در رادیو و تلویزیون بوده که بلافاصله پس از انقلاب ۵۷ به دلیل «مبارزات آشکار علیه انقلاب اسلامی» اعدام شد.

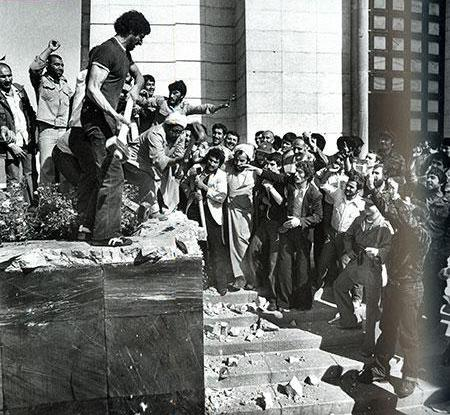
تخریب آرامگاه رضاشاه به دست روحانی، صادق خلخالی (در تصویر) و شماری از نیروهای سپاه انقلاب اسلامی

ارتباط روحانیت با شاهنشاهی محمدرضاشاه، چگونگی متفاوتی را نسبت به دوران پیشین (رضاشاه) داشت. پس از حضور متفقین در ایران و با وجود جریان‌های جدایی‌خواه و جریان‌های فکری چپ، شاه جدید ایران با مشورت‌هایی از اطرافیان خود برای نزدیک کردن روحانیت به شاهنشاهی، دست باز عمل کرد. به دنبال چنین رویکردی، شماری از روحانیان از تبعید بازگردانده شدند و اقدام مهم بعدی، انتقال دادن مرجعیت از نجف به ایران بود. همچنین برخی گزارش‌ها می‌گویند که برای فروکش کردن برخی جریان‌های جدایی‌خواهی از کشور از روحانیت بهره برده شد؛ اگرچه گزارشی رسمی نبوده است.
دههٔ ۱۳۴۰ و نخستین دوران دههٔ ۱۳۵۰ برای نهاد روحانیت در ایران، دوران توجه داشتن به «اسلام سیاسی» به جای آموزش دینی و موعظه‌گری بوده است. اجرایی‌شدن برنامه‌های دولت ایران مانند اصلاحات ارضی و حق رأی زنان در این کشور و جدا از این‌ها تظاهرات ۱۵ خرداد و برخورد با روحانیت به روحانیان این کشور این شانس را داد تا به برنامه‌های شاهنشاهی پهلوی اعتراض کنند. در ادامه، همین اعتراض‌ها بود که توانست نهاد روحانیت ایران را به آستانهٔ انقلاب ۵۷ ببرد.

### جمهوری اسلامی

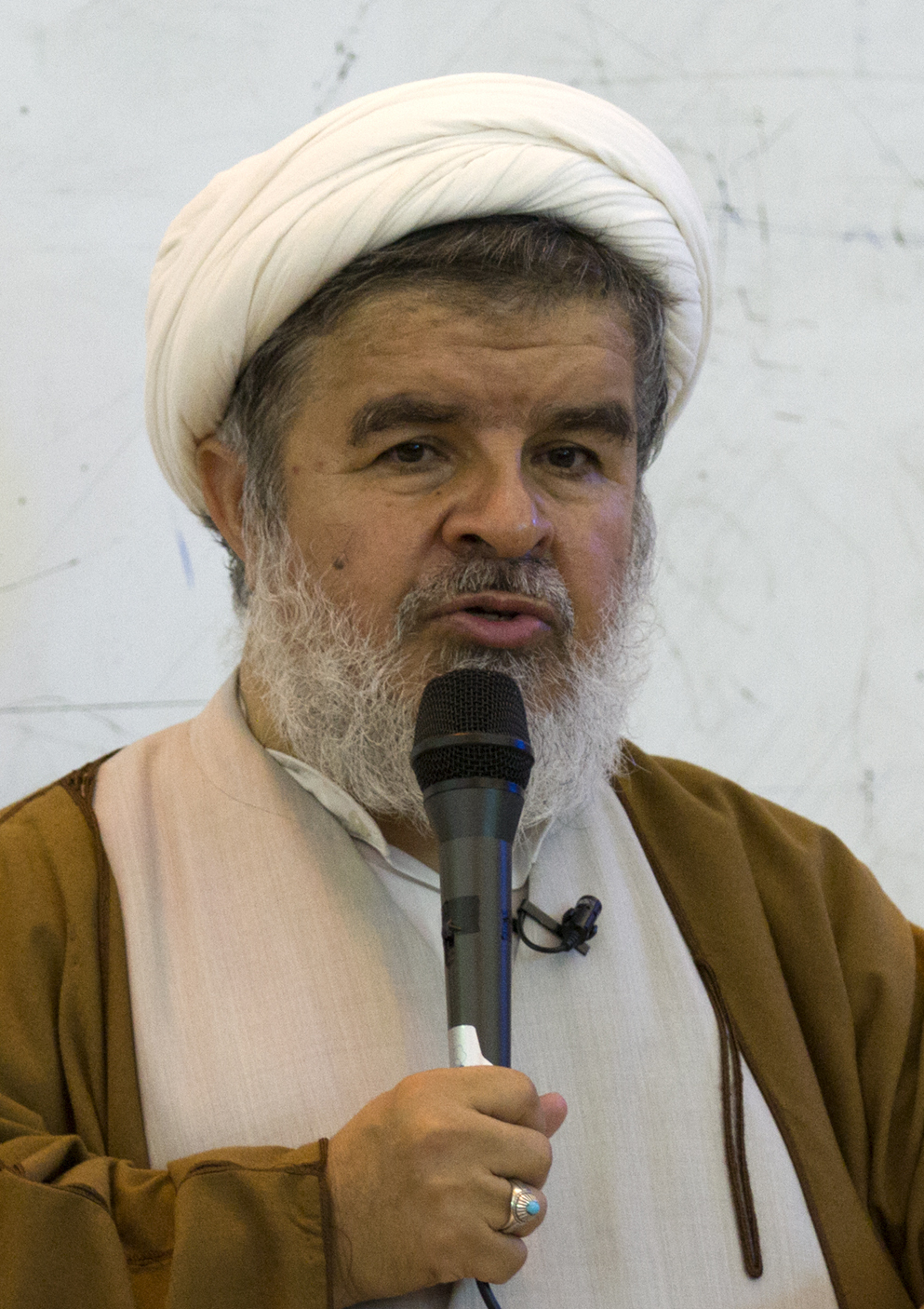
محمد حسن راستگو، روحانی مبلغی که در تلویزیون برای کودکان پس از انقلاب ایران برنامه آموزش مذهبی اجرا می‌کرد

با انقلاب ۱۳۵۷، که روحانیون مهم‌ترین نقش را در آن داشتند، ایران به شکل کلی تغییر کرد و نظام حاکم آن به جمهوری اسلامی تغییر یافت. روحانیون و هواداران آنان در این نظام پست‌های مهم دولتی و کشوری گرفته و می‌توانند در امور دیگر کشور نیز دخالت داشته باشند.
پیش از انقلاب ۱۳۵۷ ایران روحانی ممکن بود قاضی یا محضردار باشد، اما پس از این انقلاب کمتر شغلی، در ایران، می‌توان یافت که روحانیت در آن نقشی نداشته باشد. از کارخانه و نیروگاه برق و پتروشیمی گرفته تا ارتش و ادارات دولتی و دانشگاه‌ها و تیم‌های ورزشی، روحانیت به شکل نهادی و نظام‌مند حضور داشته است. روحانیت با نام‌هایی همچون: نمایندگی ولی‌فقیه یا نام‌های دیگر بر مدیریت کارها و پرسنل اکثر سازمان‌های فرهنگی، نظامی، اقتصادی و سیاسی حضور داشته است.
با وجود آنکه در شکل‌گیری انقلاب ۱۳۵۷ ایران، گروه‌های سیاسی با گرایش‌هایی گوناگون نقش‌آفرینی کرده‌اند اما نهاد روحانیت با کنارزنی آنان توانست یک‌تنه بر مسند تکیه زند. در نخستین مجلس شورای اسلامی، بیشتر صندلی‌های نمایندگان به روحانیت داده شد و در سال‌های بعدی، شماری از همین روحانیان به نخست‌وزیری، ریاست‌جمهوری، سمَت وزارتی و چند پُست دیگر دست یافتند؛ با این حال، در میان خود روحانیان نیز منتقدانی به حکومت جمهوری اسلامی وجود دارد که دادگاه ویژه روحانیت-که در نزدیکی سال ۱۳۶۰ پدیدار شد-برخی از آن‌ها را به مجازات‌های سنگینی همچون: زندان، تبعید و خلع از لباس روحانیت… محکوم کرد.
با رخ دادن رویدادهای گوناگون سیاسی و بحران‌های اقتصادی در ایران، نهاد روحانیت و حکومت جمهوری اسلامی با چالش‌هایی روبرو شده‌اند؛ همانند فاصله‌گیری از ارزش‌های انقلاب، وابستگی مراکزی مانند حوزه‌های علمیه به حکومت، ثروت‌اندوزی و کاهش اعتماد مردم.
در سال ۲۰۲۱، عضو مجلس خبرگان رهبری اعلام داشت که «دولت اسلامی باید راه رفتن به بهشت را هموار و شمار جهنمی‌ها را کاهش دهد… کسی که مصالح نظام را فدای اهداف شخصی کند و از سعه‌صدر برخوردار نباشد صلاحیت تصدی‌گری دولت اسلامی را نخواهد داشت».

## فتوای ارتداد و قتل بر ضد دگراندیشان
- ناصر مکارم شیرازی در پاسخ به استفتایی دربارهٔ کتاب قرآن محمدی اکبر گنجی، گنجی را مرتد و ناپاک خوانده است.[۲۹]
- محمد فاضل لنکرانی در پاسخ به استفتای برخی از مقلدانش فتوای قتل دو روزنامه‌نگار دگراندیش کشور آذربایجان به نام‌های رافق تقی (پزشک) و سمیر صداقت اوغلو را صادر کرد.[۳۰] البته رافق تقی سرانجام، ترور و کشته شد.[۳۱]

## درخواست روحانیان برای تداوم اعدام بازداشت‌شدگان
در دی ۱۴۰۱، جامعه مدرسین حوزه علمیه قم ضمن سپاس از اقدامات قوه قضاییه، با صدور بیانیه‌ای خواستار تداوم جدی‌تر اعدام بازداشت‌شدگان خیزش ۱۴۰۱ ایران، تحت عنوان محارب و مفسد باغی شد و نیز روحانیان مخالف با اعدام آنان را ورشکسته سیاسی نامید.

## دخالت روحانیان در امور دیگر
برخی دخالت روحانیون ایرانی در امور دیگر را دارای پیشینه دانسته‌اند. حسین نوری همدانی، دربارهٔ دخالت روحانیون در سیاست گفت: 
«امروز متأسفانه زمزمه‌هایی از بعضی‌ها به گوش می‌رسد که خواهان عدم دخالت علما و روحانیون در مسائل روز سیاسی هستند. چرا حوزه را از نظام اسلامی -منظور حکومت وقت ایران- مستقل کنیم؟ نظامی که برآمده از حوزه است، نظامی که بنیانگذارش از حوزه است، متون و شناسنامه آن در دنیا از فرهنگ اهل بیت علیهم السلام است؛ پس حوزه باید از اصل نظام اسلامی دفاع کند و آن را تقویت کند». 
او همچنین ولایت فقیه را کارآمدترین و جامع‌ترین نظام برای اداره یک کشور دانست.

### در آموزش

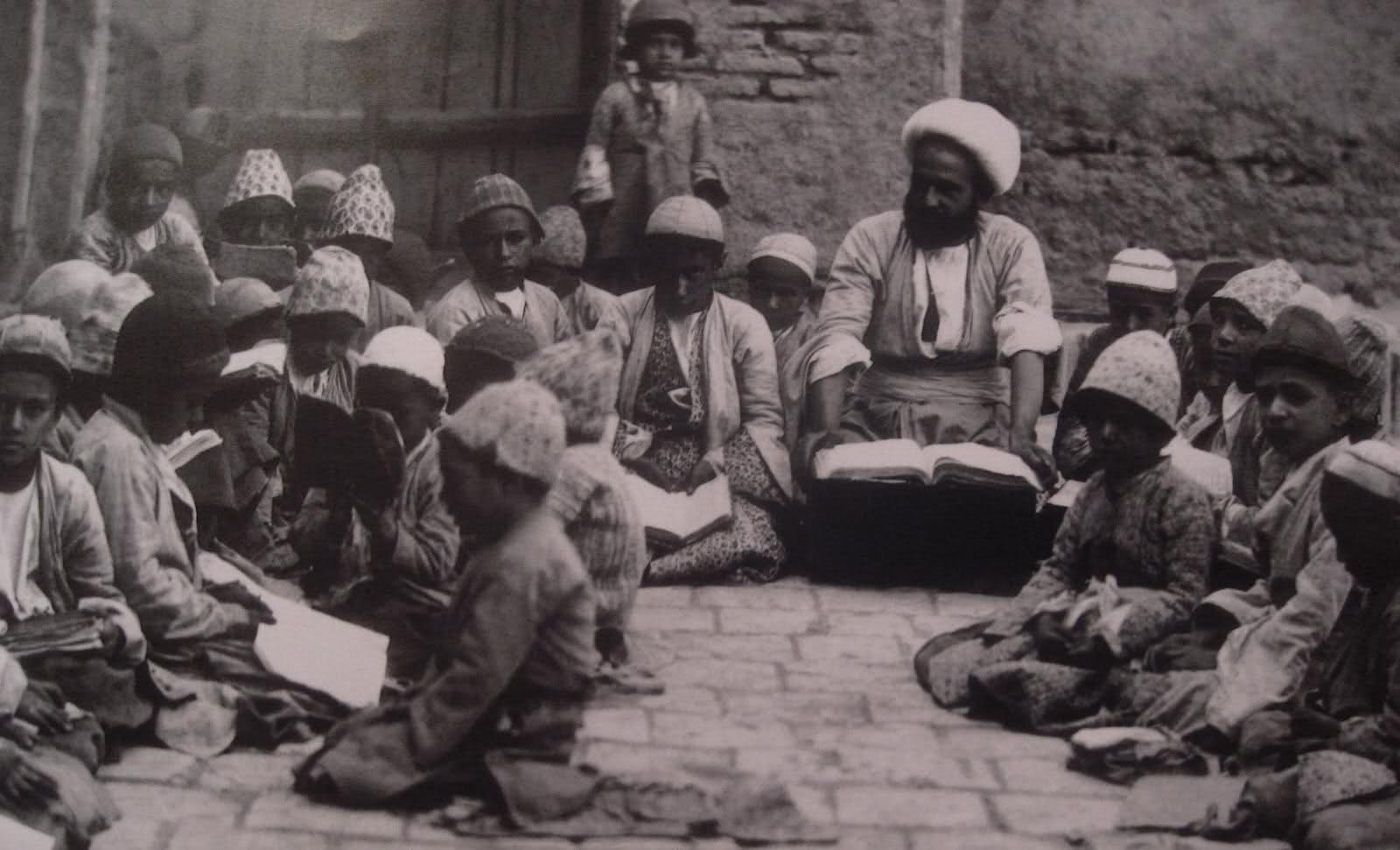
یک ملا و شاگردانش در مکتب‌خانه؛ چیزی که در سال ۲۰۲۱ نیز جهت دستیابی دوباره، مورد اشاره قرار گرفت.

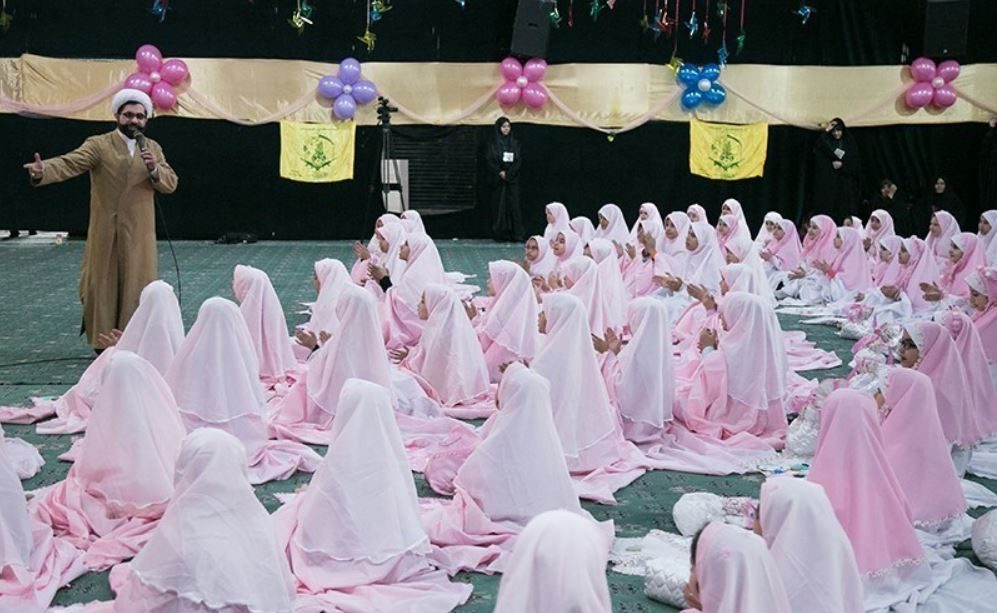
«جشن عبادت فرشته‌های زینبی» با حضور یک روحانی ایرانی

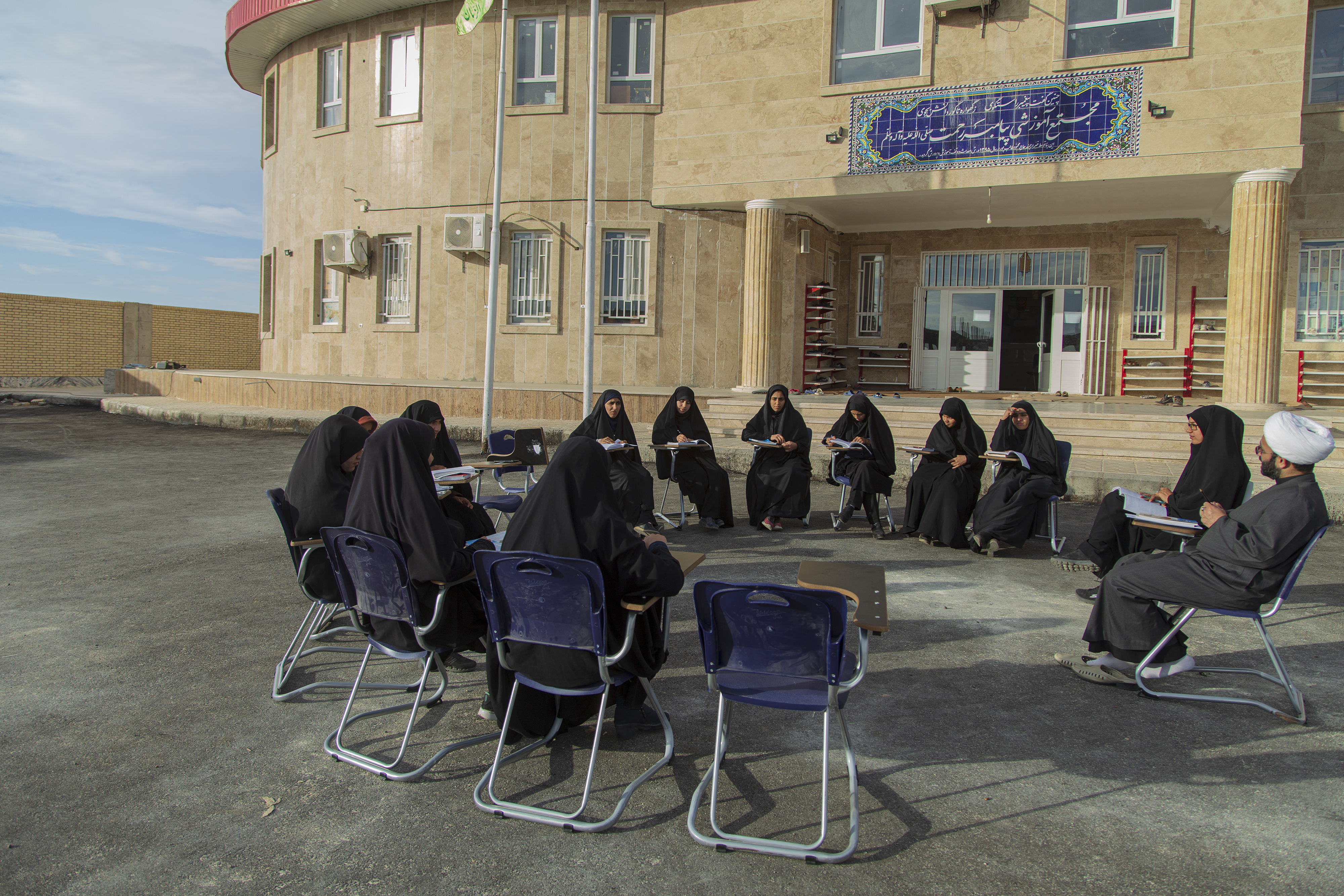
حضور روحانیون در مدارس مناطق مختلف کشور برای آموزش دینی

در سال ۲۰۲۱، در هنگامی که در این دوره آموزگاران و فرهنگیان ایرانی چند اعتصاب سراسری را برای اعتراض به نقض حقوقشان، تأمین نشدن روزی‌شان و … برگزار کرده بودند، استخدام طلاب (روحانی) در آموزش در دستور کار وزارت آموزش و پرورش قرار گرفت. وزارت آموزش و پرورش، استخدام ۲۵ هزار طلبه به عنوان آموزگار را برای اسلامی‌سازی آموزشگاه‌ها دانست و چنین کاری را، قانونی و بر پایهٔ مصوبات مجلس و شورای عالی انقلاب فرهنگی اعلام کرد. قانون مصوب سال ۱۳۷۵ مجلس شورای اسلامی در مورد به‌خدمت‌گیری روحانیان در آموزش، مورد اشارهٔ این وزارت بود. همزمان، ستاد همکاری حوزه‌های علمیه و آموزش و پرورش نیز از چنین طرحی دفاع کرد و استخدام شدن ۲۵ هزار طلبهٔ جدید در آموزش و پرورش را درست دانست و اعلام کرد که در طول تنها یک سال گذشته، ۴۴۰ طلبهٔ دیگر به عنوان آموزگار استخدام شده بودند اما باز هم شمارشان کم بود. از چنین کارهایی، با عنوان «سند تحول بنیادین آموزش و پرورش» یاد شده است. این سند، با تأکید علی خامنه‌ای نیز همراه بوده است. ستاد، همچنین اعلام کرد: 
«پیشینه تعلیم و تربیت در ایران قرن‌ها در اختیار حوزه‌های علمیه بوده (تا پیش از دوران رضاشاه) و اکنون سند تحول بنیادین آموزش و پرورش احیای ارزش‌های معرفتی و دینی است».

در اعتراض به این موارد، کانون صنفی معلمان ایران در بیانیه‌ای به پایین بودن حقوق آموزگاران، نبود امنیت شغلی و حق بیمه و همچنین «جذب طلاب به عنوان معلم در مدارس» اعتراض کرد. کانون صنفی آموزگاران، درخواست آزادی آموزگاران زندانی را نیز کرد؛ کسانی که از چند سال پیش از این، پس از شرکت در اعتصاب سراسری معلمان در زندان به‌سر برده‌اند. این کانون، پایان یافتن برخوردهای سرکوبگرانه با آموزگاران را نیز خواستار شد.
«نکتهٔ قابل تأمل و نگران‌کننده اینکه به طلبه‌ها اجازه داده می‌شود نه‌تنها در رشته‌های علوم تربیتی و دینی که در هشت رشته متنوع دیگر دبیری و آموزگاری از جمله آموزگاری ابتدایی، دبیری ادبیات فارسی، دبیری علوم اجتماعی، دبیری تاریخ و دبیری فلسفه می‌توانند در آزمون استخدامی شرکت کنند.» بخشی از بیانیهٔ کانون صنفی معلمان ایران
کانون صنفی معلمان ایران استخدام آخوندها را «پیش و بیش از هر چیز بیانگر نگاهی غیرتخصصی به موضوع آموزش و پرورش» و «بی‌اعتمادی به علم و نهادهای علمی جدید و نفوذ و سیطره هرچه بیشتر حوزه‌های علوم دینی بر آن‌ها» شمرد. این بیانیه همچنین به تغییرات گسترده در کتاب‌های درسی ایران، اعتراض کرد و نوشت: 
«علم جدید را به بهانهٔ سکولار بودن تخطئه می‌کنند اما به جز نفرت‌پراکنی در مورد آنچه غیرخودی می‌دانند، هیچ بدیل مناسبی را عرضه نمی‌کنند».
علیرضا حاجیان‌زاده نیز به‌عنوان مشاور عالی وزیر و دبیر ستاد همکاری حوزه‌های علمیه و آموزش و پرورش همچنین اعلام کرد که «مدارس علوم و معارف اسلامی» که به حوزه‌های علمیه وابستگی خواهند داشت، در استان‌های ایران گشایش خواهند یافت. وی در این مورد نیز افزود که «حضور مبلغین ثابت در مدارس بهترین کار تبلیغی است». این مقام آموزش و پرورش جمهوری اسلامی، همچنین رسماً اعلام داشت که:
«یک دهه فعالیت مشترک حوزه علمیه و آموزش و پرورش» اکنون «حوزه‌های علمیه به صورت رسمی وارد حوزه تألیف کتب درسی شده‌اند و در تمامی گروه‌های درسی در این بخش نماینده دارند».

#### آزار دانش‌آموزان دختر
در جریان خیزش ۱۴۰۱ ایران، در مدرسه برقعی قم، یک آخوند به‌همراه یک بسیجی در واکنش به شعارهای دانش‌آموزان دخترِ زیر ۱۵ ساله، شروع به کتک‌زدن، سیلی‌زدن، کشیدن موهای آن‌ها و حتی لگدزدن به آن‌ها کردند که منجر به تجمع والدین دانش‌آموزان در مدرسه شد.

### در بخش پزشکی
در دوران همه‌گیری کرونا در ایران، گروهی از روحانی‌های ایرانی در تظاهراتی خواستار خروج سازمان جهانی بهداشت از «نظام تصمیم‌گیری کشور (ایران)» شدند. آنها در پلاکاردهایی نوشته‌بودند: «نه به واکسن داخلی، نه به واکسن خارجی» و «ما خودمان واکسن امام کاظم داریم». در ادامه، همچنین روحانی عضو جامعهٔ مدرسین قم با گفتن اینکه «خرید واکسن کرونا از انگلیس و آمریکا عقلانی نیست»، افزود: «منطق پزشکی، بهداشت و سلامت اقتضا می‌کند که نسبت به عدم خرید از این کشورها قاطع باشیم».
عباس تبریزیان روحانی عراقی-ایرانی که در ایران پدر طب اسلامی نامیده شده است، به همراه شاگردانش، برای جلوگیری از بیماری کرونا استفاده از «روغن بنفشه» و «ادرار شتر» را تجویز کرده‌اند. دفتر رسمی این روحانی، با انتشار یک پیام، در هنگام همه‌گیری کرونا در ایران، این ادعا را کرد که استفاده از واکسن کرونا خطرناک است. این روحانی در پستی نوشته است:
«به کسانی که واکسن می‌زنند نزدیک نشوید زیرا این‌ها میکروچیپ دارند و دچار تغییر ژنتیکی شدند و از سنخ انسان بودن خارج شدند و همانند ربات کنترل‌شده عمل می‌کنند و ژن ایمان و اخلاق و نجابت را از دست داده‌اند و تمایل به همجنس‌بازی پیدا کردند و تبدیل به موجودات خطرناک گردیده‌اند.»
این روحانی پرآوازه، همچنین پیشتر اعلام داشته است که می‌توان با بهره‌گیری از عسل، در دو ماه، انگشت قطع‌شده را احیا کرد. او همچنین ادعا کرد که زدن ماسک برای مردان الزامی ندارد و تنها زنان هستند که می‌توانند کرونا را پخش کنند.
این مجتهد هوادار حکومت جمهوری اسلامی، یکی از کتاب‌های مرجع در زمینهٔ آموزش پزشکی یعنی اصول طب داخلی هاریسون را سوزاند؛
در عین حال، سه تن از پزشکان معترض به این اقدام، توسط یکی از دادگاه‌های جمهوری اسلامی، هر یک به ۶۰ ضربه شلاق، محکوم شدند.
حسین نوری همدانی، از مراجع تقلید در سال ۱۴۰۰ اعلام کرد که «دریافت پول در ازای بعضی از اعضا مانند کلیه مانعی ندارد».

#### سقط جنین
در سال ۲۰۲۱، در طرح تازه‌ای که نمایندگان مجلس شورای اسلامی تصویب کردند، قرار شد که برای تأیید شدن سقط جنین پس از غربالگری، شورایی از دو فقیه اسلامی، یک قاضی و چند پزشک ایجاد شود و تصمیم مادر، دیگر، تعیین‌کننده نباشد. بر پایهٔ گزارش‌ها، این تصویب، بدون نظرخواهی از سازمان بهزیستی و وزارت بهداشت ایران، در مجلس جمهوری اسلامی به سرانجام رسید و پس از آن، به شورای نگهبان ارسال شد. در همین دوره، نگرانی‌هایی دربارهٔ افزایش جمعیت بدون توجه به سلامت مردم و تحمیل فشار اقتصادی و اجتماعی به مردم و کشور، به وجود آمد. رئیس ادارهٔ ژنتیک وزارت بهداشت ایران گفت که: «طرح جدید مجلس در مورد سقط جنین با افزایش جمعیت ارتباطی ندارد، چون بیشتر آنها افراد ناقص‌الخلقه‌ای خواهند شد که طول عمر کمی هم خواهند داشت». وی به اینکه مادر نمی‌تواند نظر دهد نیز نقد کرد. همچنین اشاره‌هایی به مدافعان طرح، که به حرام بودن حالت دیگر اشاره داشتند، شد.
امیرحسین بانکی‌پور فرد، رئیس کمیسیون طرح جوانی جمعیت که از مدافعان حذف غربالگری اجباری و قانون سقط جنین بوده است، به همشهری می‌گوید: «دروغ می‌گویند که موارد مثبت ۵ درصد است…»؛ بانکی همچنین باور داشت که تا آن دوره، موارد قابل‌توجهی سقط صورت گرفته است که برخلاف ادعای پزشکان ایرانی، توجیه شرعی (اسلام) نداشته است. او به موردی دیگر نیز اشاره کرد: «تاکنون موضوع حرج بر مادر که مسئله‌ای فقهی است، درست تفسیر نشده بود؛ درحالی‌که تشخیص این موضوع با فقیه است… پزشک که نمی‌تواند در مورد شرع نظر بدهد. ما در کشور اجازهٔ انجام هیچ کار خلاف شرعی را نداریم».

### در بخش اداری و قانون ایران
«سجل» یا شناسنامه، نخست با مقاومت روبرو گردید؛ در اوایل، در برخی شهرها، بر ضد آن، فتوا (بیان حکم اسلامی توسط فقیه) هم داده‌شد. با این حال، از سوی جامعه نیز مخالفت بوده است و در جاهایی نیز مردان، برای ذکر و آوردن نام زنان و دخترانشان، در شناسنامه، تمایلی نداشتند و چنین کاری را ورود به «محارم» خود می‌دانستند. به‌عنوان یک نمونه، در تبریز میرزا صادق آقا، فقیه امامی، فتوایی داد که بر اساس آن، گرفتن سجل یا شناسنامه، حرام اعلام شد.

## تأثیر بر ایران

### بودجه کشوری و روحانیون
امروزه بخش قابل توجهی از منابع مالی ایران، صرف دیوانسالاری دینی می‌شود. هزینه‌های بسیاری نیز در جهت تبلیغات سیاسی و فراهم کردن زمینه‌ها برای تمامیت‌خواهی حکومتی انجام می‌شود. همچنین تنها یک یا چند نهاد از دولت چنین بودجه‌ای طلب نمی‌کنند. همهٔ نهادهای ایران، در حوزه دین هزینه می‌کنند؛ شهرداری‌ها، وزارتخانه‌ها و نهادهای مختلف تحت نظر رهبری بودجه‌ای مرتبط دریافت می‌کنند. میزان و تأثیر این بودجه، از طریق تعداد نهادهای دینی، تعداد طلاب، میزان استخدام روحانیون در دستگاه‌های دولتی و مقایسه روحانیون با دیگر اهل کسب و کار بر حسب واحد جمعیت مشخص می‌شود. همچنین رادیو فردا، معتقد است روحانیون از طریق حکومت به کارهای پرسود اقتصادی وارد می‌شوند و اعلام کرده است:
«بخش بزرگی از روحانیون، فقها و مراجع تقلید که می‌بایست پیشوایان اخلاقی جامعه باشند، خود به برکت حکومت اسلامی و رانت‌خواری به کارهای پرسود اقتصادی روی آورده‌اند و با دفاع از سیاست‌های حکومت دینی در بی‌اخلاقی‌های موجود مشارکت می‌کنند».
در سال ۲۰۲۱، واریز ۲۰ میلیون ریال به حساب تمام طلبه‌های حوزه‌های علمیه ایران، به فرمان رئیس‌جمهور روحانی ایران، حسن روحانی و به‌عنوان کمک‌هزینهٔ افطار روحانیت، جنجالی شد.

### آمار روحانیون

#### شیعه

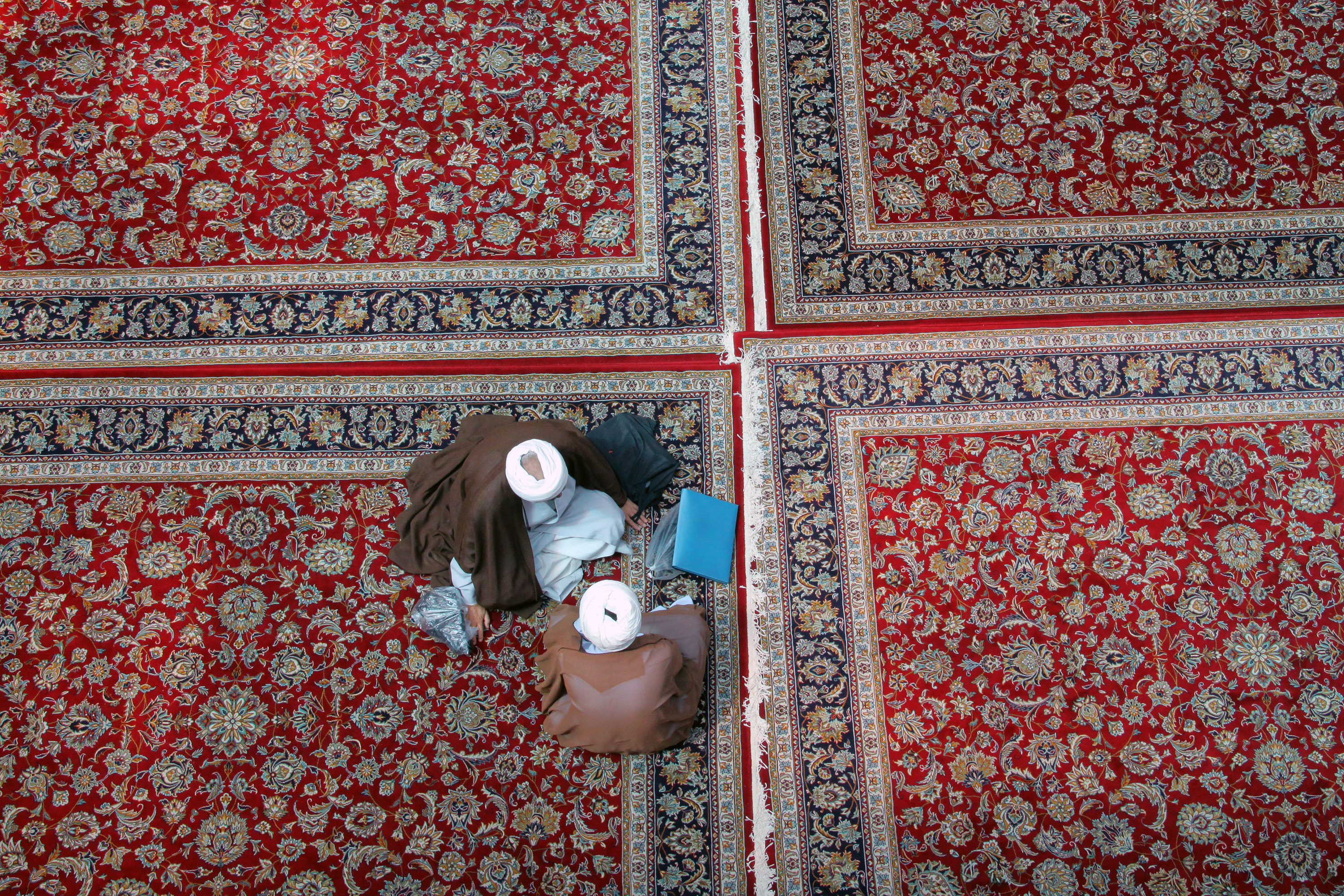
طلبه‌ها در مدرسه بروجردی شهر قم

در سال ۱۳۹۵، روحانیون مشغول به تحصیل در حوزه‌های علمیه بانوان بیش از ۷۰ هزار و فارغ التحصیلان آنها نیز ۹۰ هزار نفر بوده‌اند. ۱۰ هزار نفر مبلغ و ۲۷ هزار روحانی زن برای حضور در فضای مجازی نیز در این سال تربیت شدند. بر اساس تخمین‌ها، حدود ۱۵۰ هزار طلبه مرد در سراسر کشور، در این سال مشغول به تحصیل بودند.

#### سرانه روحانی
به گزارش بی‌بی‌سی در سال ۲۰۱۸، یک روحانی به ازای هر ۲۰۰ نفر جمعیت در ایران، وجود دارد.

### کاریابی دولتی برای روحانیان
بنا بر آمار سال ۱۳۹۲، بیش از ۷۰ هزار روحانی از دستگاه‌های گوناگون فرهنگی ایران، با هدف رفع شبهات دینی و فعالیت‌های تبلیغی به مدارس این کشور اعزام شدند. در سال ۱۳۹۱ نیز بیش از ۱۳ میلیون نفر ساعت، برای بیشتر از ۱۵۰ هزار فرهنگی، دوره آموزشی اخلاق دینی برگزار شد. بنا بر آمار همین سال‌ها، در هر اداره دولتی و کشوری، یک روحانی برای اقامه نماز وجود دارد که از دولت حقوق دریافت می‌کند. در بخش آموزشی، نظیر آموزش و پرورش نیز ده‌ها هزار روحانی به عنوان اقامه کننده نماز، مبلغ، آموزگار و استاد معارف مشغول به کار هستند. تنها در یک گزارش اشاره شد که ۱۸ هزار روحانی در آموزش و پرورش استخدام خواهند شد. همچنین روحانیون در صورت بالارفتن سن نیز می‌توانند همچنان مشغول به کار و داشتن درآمد باشند.
در سال ۱۴۰۰ و در هنگام بحران اقتصادی، خبرگزاری فارس سندی را به نمایش گذاشت که نشان می‌داد که روحانیان ایرانی که برای نظارت‌داشتن به ذبح شرعی مرغ به ترکیه فرستاده می‌شوند، ماهانه ۲۵۰۰ یورو دریافت دارند. افزون بر پرداخت این پول، «اسکان»، «پذیرایی و تغذیه» و «پشتیبانی و حمل نقل ناظرین شرعی» هم بر پایه آیین‌نامه‌های دولت، جداگانه پرداخت شده‌اند؛ هرچند که به مبلغ آنان، اشاره‌ای نگردیده است.

## انتقاد از نقش روحانیت شیعی به عنوان طبقه اجتماعی
دکتر علی شریعتی بارها در سخنرانی‌ها و کتاب‌های خود تأکید می‌کرد که در اسلام به جای روحانی، عالم دینی وجود دارد، وی اعتقاد داشت که روحانی چیزی مقتبس از تعالیم مسیحی قرون وسطی بوده که با ظهور سلطنت صفوی در قبای ملا و آخوند بر اسلام تحمیل شده است وی می‌گوید:
«[در اسلام] سازمانی به نام روحانیت (Clerge) نیست و کسی روحانی حرفه‌ای نمی‌شود. در اسلام میان مردم و خدا واسطه نیست، هر کسی مستقیماً با او در تماس است.» «در اسلام روحانی نداریم، عالم داریم. رابطه آنان با مردم رابطه عالم و عامی و متخصص و غیرمتخصص است نه مقدس و غیر مقدس، متبرک و غیرمتبرک، روحانی و مادی، مرید و مراد.»«روحانی بارها گفته‌ام، که هم مفهومش و هم مصداقش و هم لفظش از فرنگ آمده خیلی هم تازه! همراه فکل و کراوات و دیگر مظاهر غرب‌زدگی»

## تقابل با روحانی‌گرایی در ایران
برخی از مخالفان روحانی‌گرایی در ایران،  از جلوگیری از روحانی‌گرایی، فراتر رفته و معتقدند که  روحانیانی در هر جایگاهی مضر و برای جامعه خطرناک هستند. محمد نوریزاد، بر این نظر است که روحانی را به عنوان کسی تعریف می کند که از راه دین و سخن گفتن از مرام و عقیده نان می خورد و :
جمع بسیاری از آنان با خرافات نگاه مردم را به سمت خود شکل می دهند و در نگاه مردم خود را نماینده خدا بر زمین با بهشت و جهنم خود می نمایانند.»

به گفته او مهم آن نیست که روحانیون 
در حاشیه باشند یا بر مسند(درقدرت). اگر در حاشیه باشند با هر پدیده نو مخالفت می کنند زیرا این نهاد براساس «کهنگی تاریخی» شکل گرفته است. و اگر بر مسند باشند به نام خدا آدم می کشند، شلاق می زنند، حبس می کنند، اموال مردم را می گیرند، و مردم را از خانه و سرزمین خود آواره می کنند.
در آبان ۱۳۹۹، فیلم جدیدی از رابطه جنسی یک روحانی در ایران منتشر شد که او را در حال انجام اعمال همجنس‌گرایانه در خودرو نشان می‌داد. این درحالی بود که روحانیت ایران پیش‌تر، چنین اعمالی را نهی کرده بود. این ویدئو واکنش‌های بسیاری گرفت و به عنوان نمونه در بازنشر اینستاگرامی ویدئو، نظرات مردم شامل هشتگ #تا_آخوند_کفن_نشود_این_وطن_وطن_نشود می‌شد. برخی به احتمال گسترده بودن همجنسگرایی در حوزه‌های علمیه ایران اشاره داشتند.

### عمامه‌پرانی
- در خیزش ۱۴۰۱ ایران کارزار عمامه‌پرانی با هدف تحقیر نظام جمهوری اسلامی و روحانیون و اعلام انزجار از آن‌ها انجام می‌شود.[۶۲] این عمل، به شیوهٔ پراندن عمامه از سر آخوندها (اغلب به‌طور غیرمنتظره و در خیابان) صورت می‌پذیرد.

## دیدگاه‌های پیرامون

### افراد سرشناس
- سید علی خامنه‌ای: «در داخل کشور توجهی که امروز نسبت به مسائل دینی و روحانیت وجود دارد، با گذشته و قبل از انقلاب اسلامی، قابل مقایسه نیست؛ این تصور که مردم در نقاط مختلف دنیا نسبت به معارف دینی رویگردان شده‌اند، تصور غلطی است بلکه اقبال به این معارف بیشتر شده است».[۶۳]
- محمد نوری‌زاد، فعال سیاسی، کارشناس و روزنامه‌نگار ایرانی اعلام کرده است که:روحانی کسی است که از راه دین و سخن گفتن از مرام و عقیده نان می‌خورد. به نظر وی «جمع بسیاری از آنان -روحانیون- با خرافات نگاه مردم را به سمت خود شکل می‌دهند».[۳۳]
- مجید انصاری، روحانی و سیاستمدار، معتقد است اصل انقلاب ۱۳۵۷ این نبوده است که روحانیون در جزئیات زندگی مردم ایران، حجاب، موسیقی و ورزش دخالت کنند و قرار بوده است که ورودشان به سیاست حداقلی باشد. او همچنین «خود دین‌پنداری» را آفت مسئولان نظام جمهوری اسلامی ایران دانست.[۶۴]

- سعید پیوندی جامعه شناس در رادیو فردا در مطلبی نوشت که نهاد دین و روحانیت قدرت کامل را در کشوری -منظور ایران- با ثروت‌های بزرگ طبیعی به دست گرفته‌اند. این رسانه با اشاره به جنایات علیه بشریت در ایران و مشکلات سیاسی، اجتماعی و اقتصادی ایران، از روحانیون و نظام مورد حمایت آنان ایراد گرفته است. سعید پیوندی در ادامه بیان داشت که:«تناقض بزرگ در جامعه ایران شکاف آشکار میان حضور گسترده دین و نشانه‌های آن در همه عرصه‌های زندگی جامعه و همزمان گسترش بی‌اخلاقی، فساد و دروغ است. روحانیت شب و روز در حال موعظه کردن مردم است». پیوندی از عدم توجه حکومت و روحانیون به فساد و اختلاس‌ها انتقاد کرده و دین در ایران را نقابی برای ریاکاری و همنوایی با معنویت دولتی دانسته است.[۵۶]

## رشد خداناباوری و دین‌ناباوری در میان حوزویان

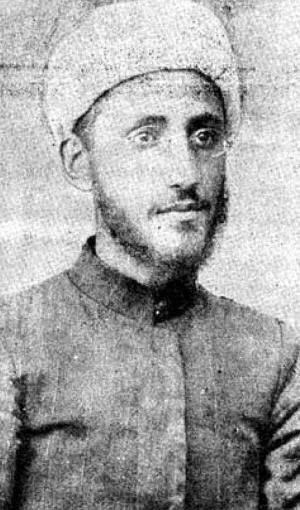
علی دشتی نویسنده کتاب ۲۳ سال، به علت نوشتن این کتاب شکنجه و به اعدام محکوم شد.

با اینکه شماری از سران نظام جمهوری اسلامی ایران، حوزوی هستند؛ پدیدهٔ خداناباوری و ندانم‌گرایی، مانند گرایش به موسیقی و همانندهای آن، در میان حوزویانِ به ویژه جوان، هر چند به گونهٔ پنهانی، در حال گسترش است.
به گفته یکی از جامعه‌شناسان حکومتی، ارتداد از اسلام در میان طلبه‌ها فراوان شده است.

## رنسانس از قم و از میان طلبه‌های مرتد
بر پایه گفتهابراهیم فیاض جامعه‌شناس اصولگرا، رنسانس ایران از قم و از میان طلبه‌های مرتد آغاز خواهد شد؛ مانند همان رخدادی که در غرب برای کشیشان روی داد و منجر به رنسانس شد.

## نگارخانه

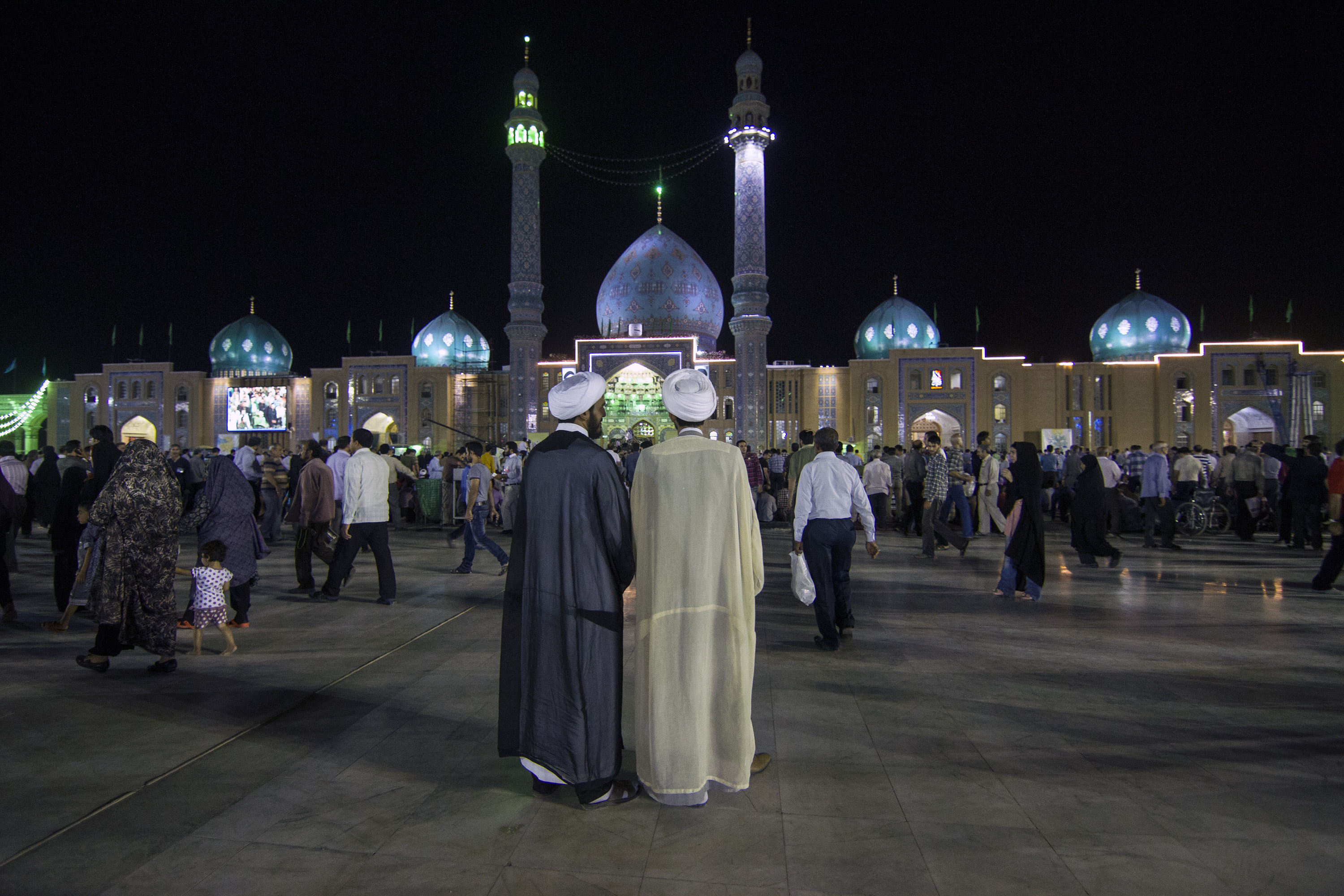
دو آخوند در حیاط مسجد جمکران شهر قم
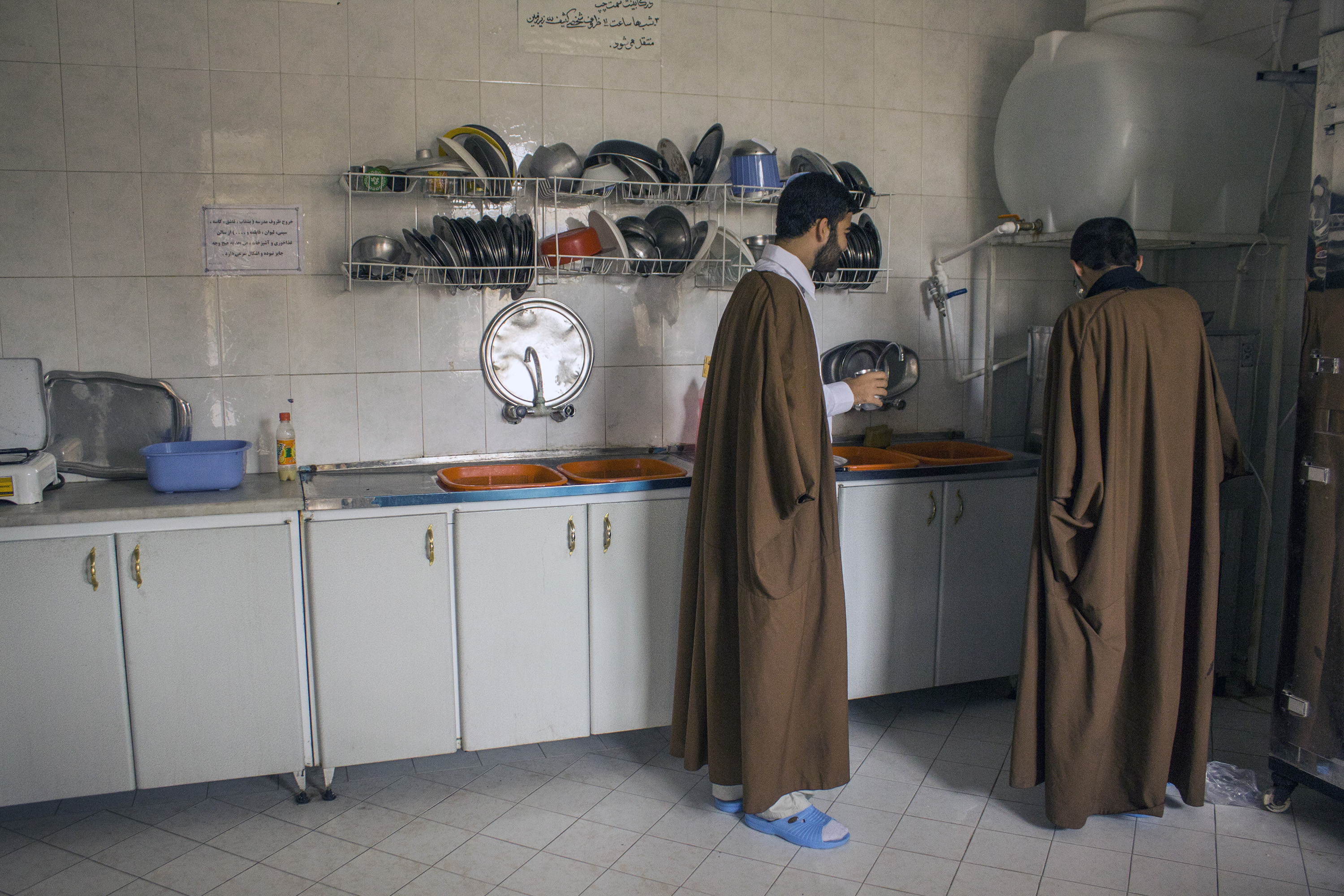
دو طلبه جوان در یک مدرسه علوم دینی در شهر قم
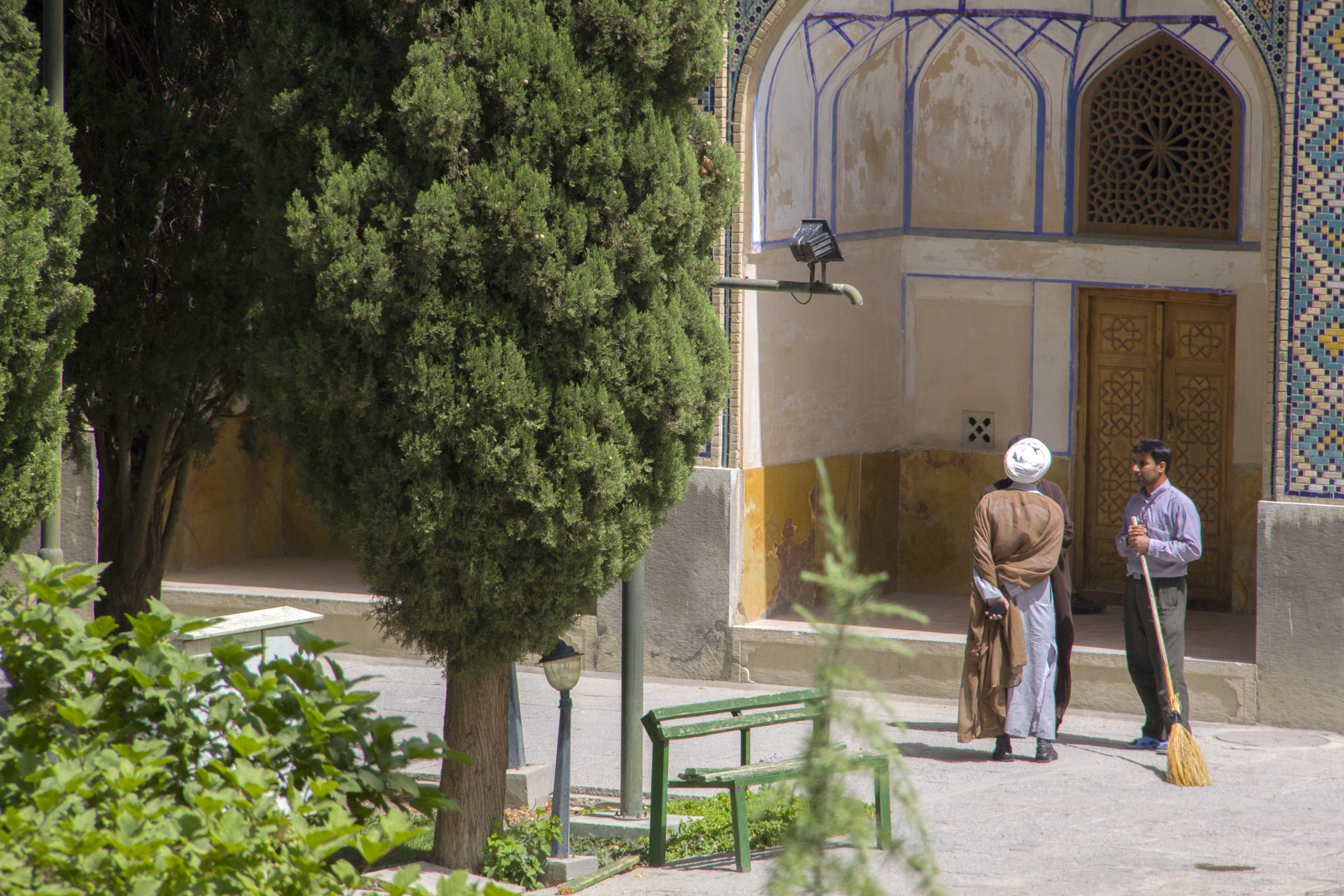
یک شخص روحانی در مدرسه چهار باغ شهر اصفهان
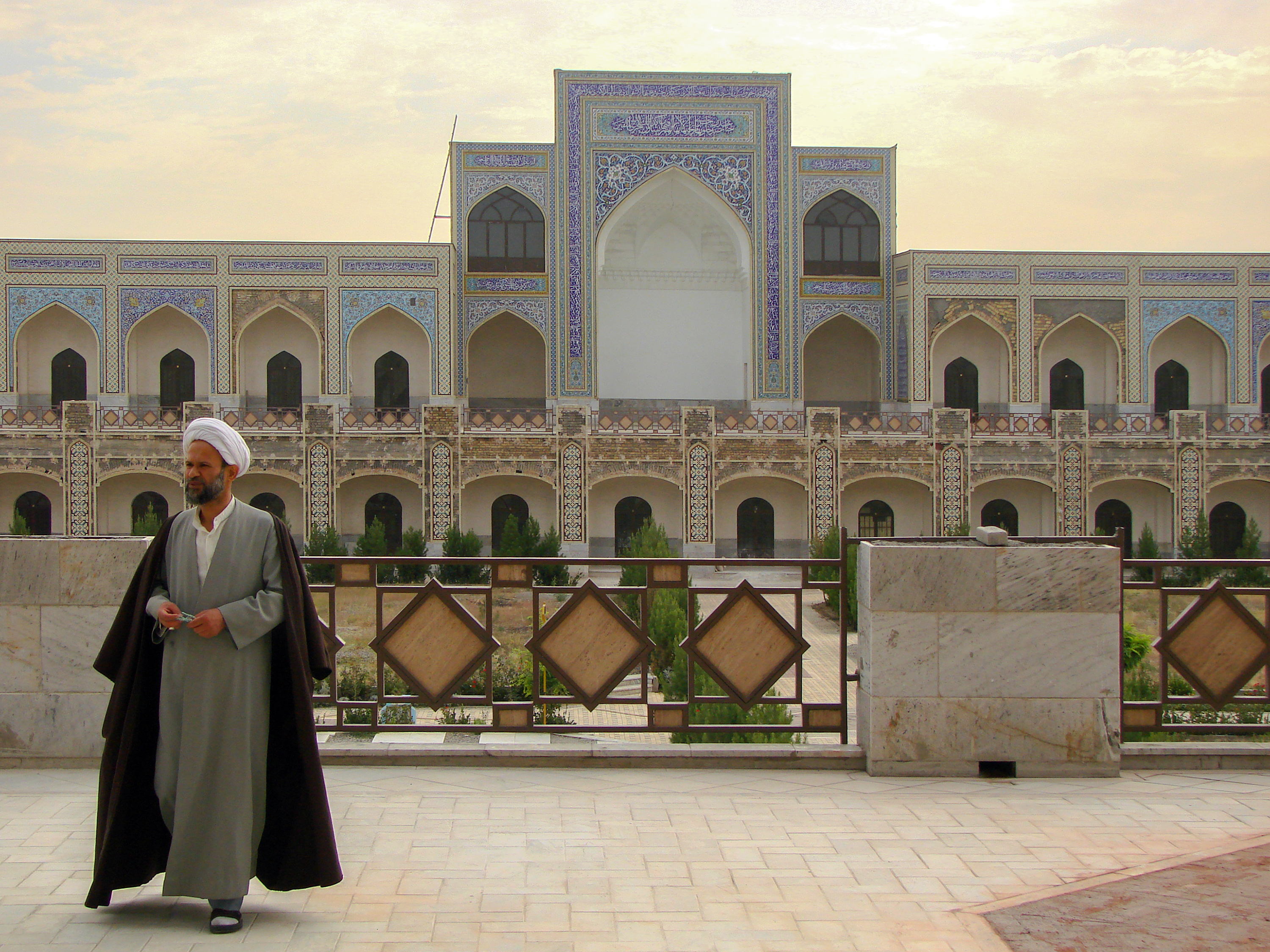
یک آخوند در آرامگاه خواجه ربیع شهر مشهد
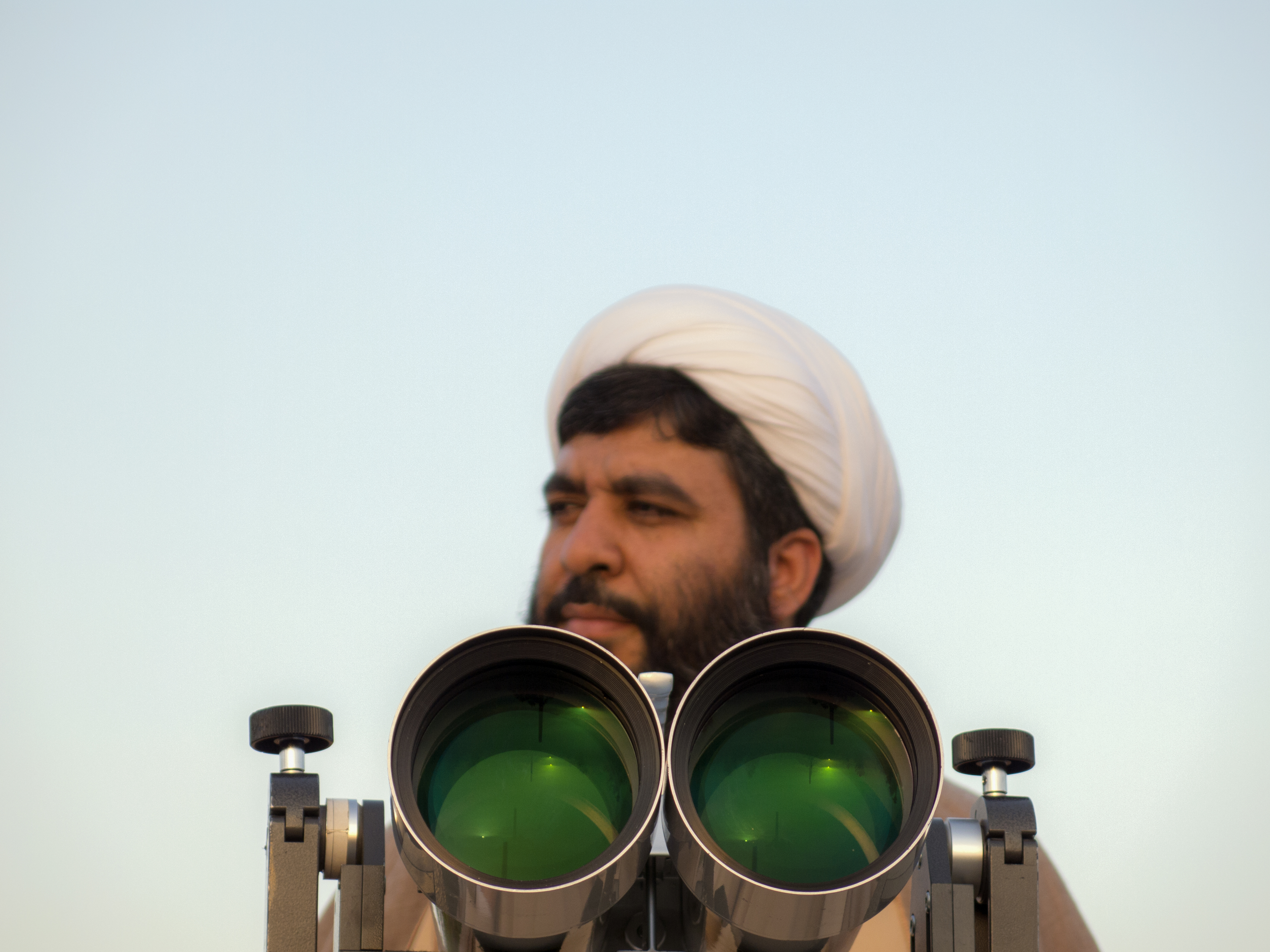
یک آخوند با دوربین دو چشمی در حال استهلال ماه رمضان
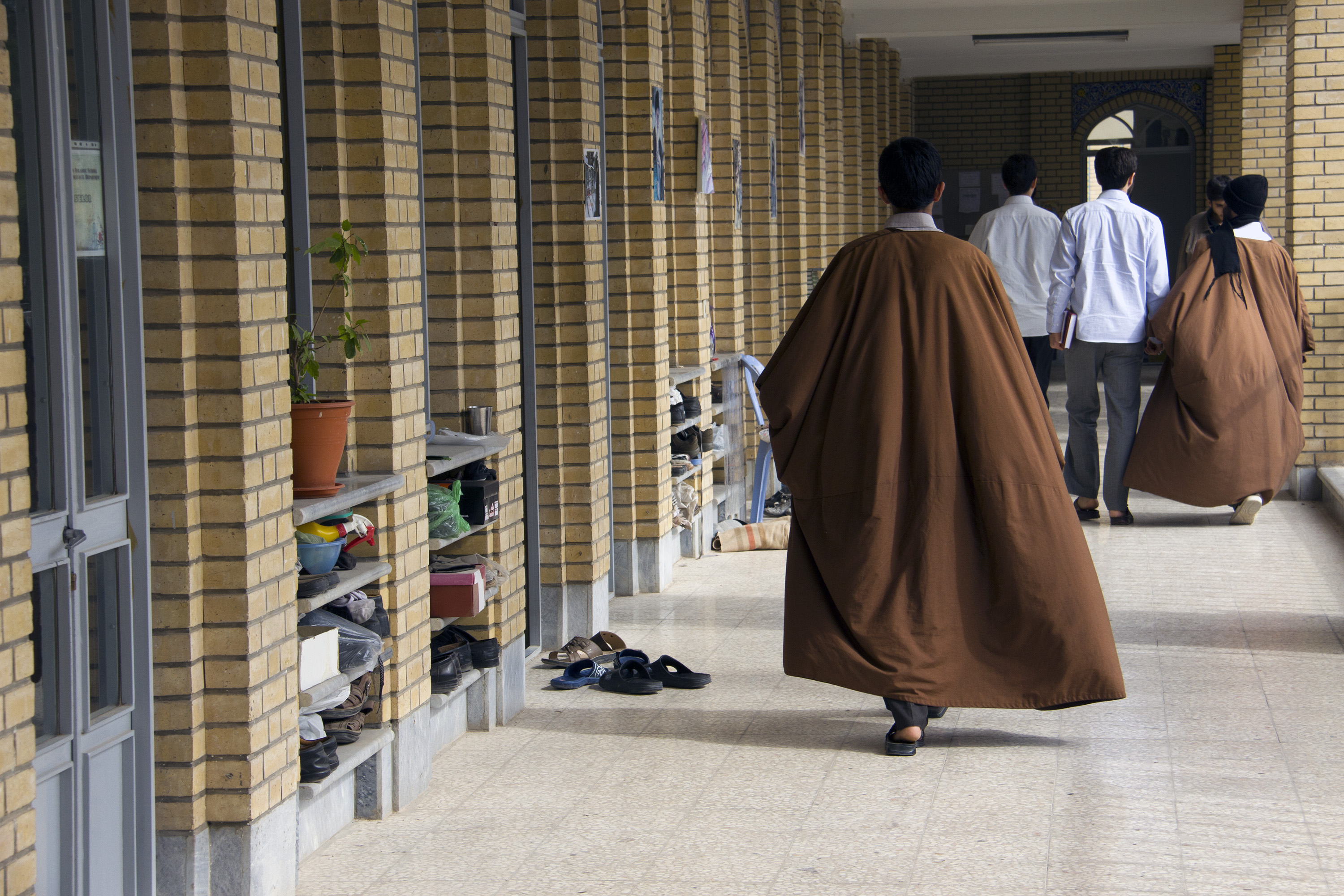
روحانی‌های جوان در یک مدرسه علوم دینی
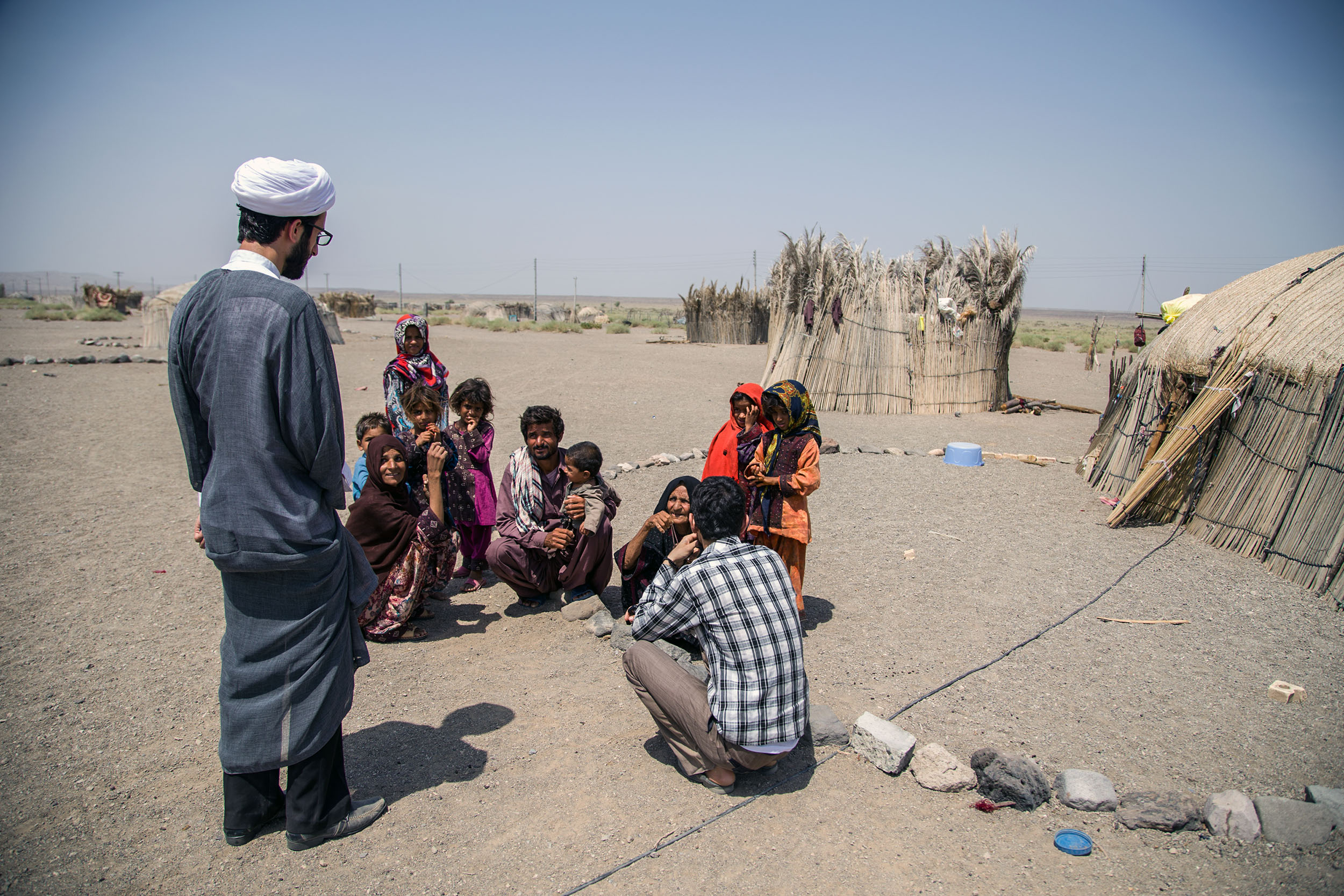
تبلیغ روحانیت در مناطق محروم جنوب کرمان و سیستان و بلوچستان
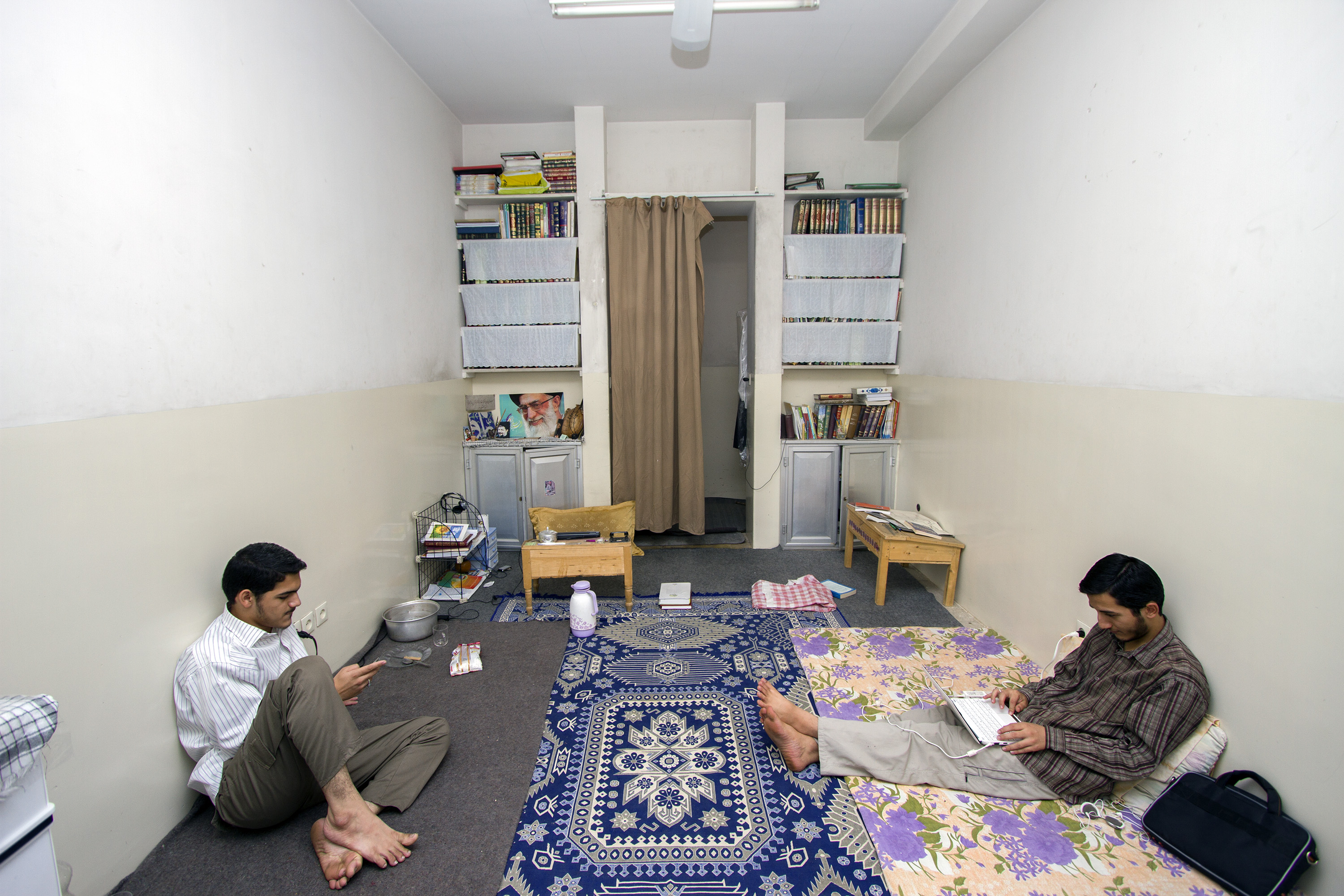
دو طلبه در یک حجره